# Pavel Hora
Pavel Hora (* 10. června 1961) je bývalý český fotbalista, útočník.

## Fotbalová kariéra
V československé lize hrál za TJ Sklo Union Teplice, nastoupil ve 14 utkáních a dal 1 gól. Dále hrál za Vagónku Česká Lípa.

## Ligová bilance
| Ročník         | Zápasy | Góly | Klub                  |
| -------------- | ------ | ---- | --------------------- |
| 1. ČNL 1982/83 | 23     | 5    | Vagónka Česká Lípa    |
| 1. ČNL 1983/84 | 11     | 1    | Vagónka Česká Lípa    |
| 1983/84        | 14     | 1    | TJ Sklo Union Teplice |
| CELKEM         | 48     | 7    |                       |